# يان كاسبر
يان كاسبر (بالتشيكية: Jan Kasper)‏ هو لاعب هوكي الجليد تشيكي، ولد في 21 سبتمبر 1932 في Soběšovice ‏ في التشيك، وتوفي في 4 مارس 2005 في أوسترافا في التشيك.

## وصلات خارجية
- يان كاسبر على موقع EliteProspects.com (الإنجليزية)
- يان كاسبر على موقع أوليمبيديا (الإنجليزية)
- يان كاسبر على موقع اللجنة الأولمبية التشيكية (التشيكية)